# 諾斯菲爾德 (緬因州)
諾斯菲爾德（英語：Northfield）是一個位於美國緬因州華盛頓縣的鎮。

## 人口
根據2020年美國人口普查的數據，諾斯菲爾德的面積為118.73平方千米，當中陸地面積為112.87平方千米，而水域面積為85平方千米。當地共有人口178人，而人口密度為每平方千米1人。